# Adickesallee
Die Adickesallee ist eine Hauptverkehrsstraße in Frankfurt am Main. Sie liegt im Stadtteil Nordend und ist Teil des Alleenringes. Sie verläuft in west-östliche Richtung. Ihre westliche Fortsetzung an der Kreuzung Eschersheimer Landstraße ist die Miquelallee, östlich, an der Kreuzung Eckenheimer Landstraße, die Nibelungenallee.

## Name
Die Straße ist nach Franz Adickes benannt, der 22 Jahre lang (1890–1912) Oberbürgermeister von Frankfurt war und einer der bedeutendsten Amtsinhaber der Stadtgeschichte ist. In der für fast alle europäischen Großstädte extrem wichtigen gründerzeitlichen Epoche um 1900 hatte Adickes’ aktive Stadtplanung einen erheblichen Einfluss auf die Entwicklung Frankfurts, unter ihm entstanden Strukturen, die bis heute für die Stadt von großer Bedeutung sind – unter anderem der Alleenring und damit auch der nach Adickes benannte Ringabschnitt.

## Südliche Straßenseite
Die südliche Seite der etwa 850 Meter langen Straße bildet die Nordgrenze zum gründerzeitlich geprägten Holzhausenviertel, einem großbürgerlichen Wohngebiet. Die als breite Allee gestaltete Eysseneckstraße verbindet die Adickesallee mit dem namensgebenden Holzhausenpark, in dem das barocke Wasserschloss der alten Patrizierfamilie Holzhausen steht. Der zweite Quartiersmittelpunkt ist der Frauensteinplatz, der nur einen Block südlich der Adickesallee liegt. Die Bebauung an der Adickesallee selbst ist dichter und geschlossener ausgeführt als im direkt angrenzenden Holzhausenviertel, sie ist außerdem durch Neubauten der Nachkriegszeit unterbrochen, unter anderem durch ein Bürohochhaus an der Ecke zur Eschersheimer Landstraße.
Querstraßen sind die Eschersheimer Landstraße, die Eysseneckstraße, die Falkensteiner Straße, die Stettenstraße, die Frauensteinstraße, die Loenstraße, die Schlosserstraße und die Eckenheimer Landstraße. An der Ecke zur Eckenheimer Landstraße, steht der Neubau (1997) der Deutschen Nationalbibliothek. In Hausnummer 11 hatte der Städelprofessor Albert Windisch in den 1950er Jahren sein Atelier.

## Nördliche Straßenseite
Die nördliche Straßenseite wird durch großmaßstäbliche Solitärbauten öffentlicher Nutzung geprägt. Hier stehen von Westen nach Osten das Verwaltungsgebäude des Polizeipräsidiums Frankfurt am Main (auf dem Grundstück des ehemaligen amerikanischen PX-Einkaufszentrums), das Apartmenthaus The Flag Campusmeile sowie die Frankfurt School of Finance & Management auf dem früheren Gelände der Oberfinanzdirektion Frankfurt am Main.
Vor allem die Gebäude des Polizeipräsidiums (Kalmbacher & Ludwig, KSP, 1998–2002) und der ehemaligen Oberfinanzdirektion (Köhler, Himmelreich und Schirrmacher, 1954–55) waren Meilensteine in der Frankfurter Architekturgeschichte. Unmittelbar nördlich der genannten Bauten liegt eine weitere öffentliche Großnutzung, nämlich das Funkhaus am Dornbusch des Hessischen Rundfunks. Auf der nördlichen Straßenseite gibt es zwischen den beiden begrenzenden Ausfallstraßen nur eine einzige Querstraße, die Bertramstraße, die auch Adresse des Hessischen Rundfunks ist. Bis 2004 befand sich hier auch die Europazentrale des American Forces Network. An der Ecke zum Alleenring lag der amerikanische Topper Club, den auch nichtamerikanische Zivilisten besuchen konnten.

## Verkehr

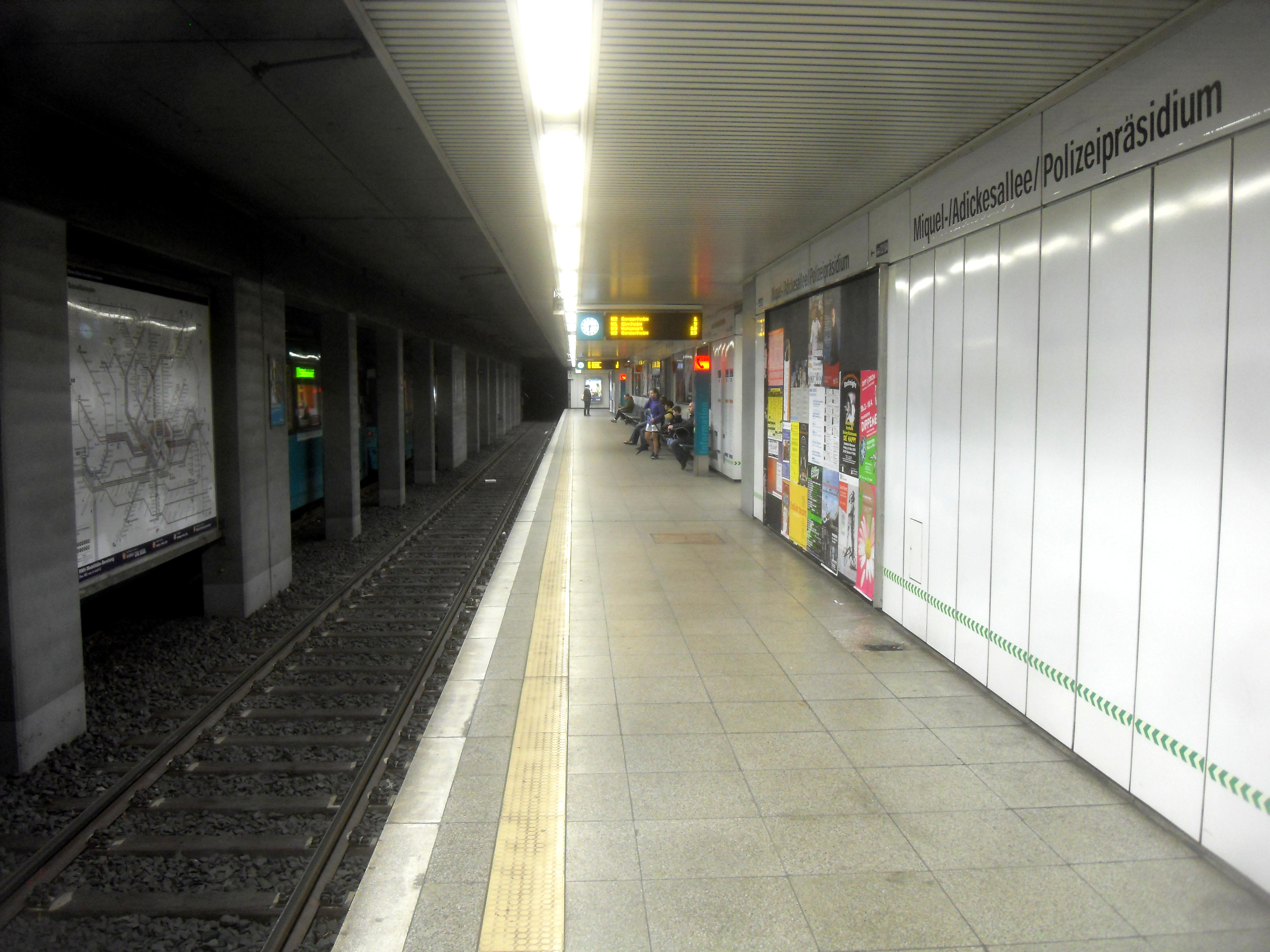
U-Bahnhof Miquel-/Adickesallee

Die Adickesallee ist eine bedeutende Achse des Straßenverkehrs und Teil der Bundesstraße 8. Die querenden Ausfallstraßen sind als Kreisstraße 810 (Eschersheimer Landstraße) und Landesstraße 3003 (Eckenheimer Landstraße) ausgewiesen. Der Kfz-Verkehr auf der Adickesallee wird vierspurig geführt.
Die Erschließung mit öffentlichem Verkehr erfolgt über den U-Bahnhof Miquel-/Adickesallee der A-Strecke (Linien U1-U3 und U8) der U-Bahn Frankfurt am westlichen Ende der Straße und über die Haltestelle Deutsche Nationalbibliothek der U-Straßenbahnlinie U5. Dem ganzen Verlauf der Adickesallee folgt die Buslinie 32, sie hält an den beiden genannten Bahnstationen und außerdem auf halbem Wege auf Höhe Bertramstraße.
Seit den 1950er Jahren existieren Pläne für einen Autobahntunnel zur Verbindung der beiden Teilstücke der A 66 im Westen und Osten von Frankfurt. Der vierspurige sogenannte Alleentunnel würde auch unter der Adickesallee verlaufen. Ein 1963 zusammen mit dem U-Bahnhof Miquel-/Adickesallee errichtetes kurzes Teilstück wird seitdem als Fußgängerunterführung genutzt. Obwohl das Planfeststellungsverfahren schon 1980 abgeschlossen war, wurde der Alleentunnel aus finanziellen Gründen nie realisiert. In einigen Jahren, wenn der Riederwaldtunnel fertiggestellt ist, gibt es eine neue Anschlussmöglichkeit über die Friedberger Landstraße und die A 661 zum Ostteil der A 66. 